# Razzie Awards 2015
La 36ª edizione dei Razzie Awards si è svolta il 27 febbraio 2016 per premiare i film ritenuti peggiori dell'anno 2015. Le candidature sono state annunciate il 13 gennaio 2016.
I film maggiormente candidati sono stati Cinquanta sfumature di grigio, Jupiter - Il destino dell'universo, Il superpoliziotto del supermercato 2 e Pixels, con sei nomination a testa.
Il film che ha vinto il maggior numero di premi (5 su 9 disponibili), tra cui peggior film (ex aequo con Fantastic 4 - I Fantastici Quattro), peggior sceneggiatura e peggior interprete maschile e femminile, è Cinquanta sfumature di grigio.

## Vincitori e candidati
Vengono di seguito indicati in grassetto i vincitori. Ove ricorrente e disponibile, viene indicato il titolo in lingua italiana e quello in lingua originale tra parentesi.

### Peggior film
- Fantastic 4 - I Fantastici Quattro (Fantastic Four), regia di Josh Trank
- Cinquanta sfumature di grigio (Fifty Shades of Grey), regia di Sam Taylor-Johnson
- Jupiter - Il destino dell'universo (Jupiter Ascending), regia di Andy e Lana Wachowski
- Il superpoliziotto del supermercato 2 (Paul Blart: Mall Cop 2), regia di Andy Fickman
- Pixels, regia di Chris Columbus

### Peggior attore
- Jamie Dornan - Cinquanta sfumature di grigio (Fifty Shades of Grey)
- Johnny Depp - Mortdecai
- Kevin James - Il superpoliziotto del supermercato 2 (Paul Blart: Mall Cop 2)
- Adam Sandler - Mr Cobbler e la bottega magica (The Cobbler) e Pixels
- Channing Tatum - Jupiter - Il destino dell'universo (Jupiter Ascending)

### Peggior attrice
- Dakota Johnson - Cinquanta sfumature di grigio (Fifty Shades of Grey)
- Katherine Heigl - Home Sweet Hell
- Mila Kunis - Jupiter - Il destino dell'universo (Jupiter Ascending)
- Jennifer Lopez - Il ragazzo della porta accanto (The Boy Next Door)
- Gwyneth Paltrow - Mortdecai

### Peggior attore non protagonista
- Eddie Redmayne - Jupiter - Il destino dell'universo (Jupiter Ascending)
- Chevy Chase - Un tuffo nel passato 2 (Hot Tub Time Machine 2) e Come ti rovino le vacanze (Vacation)
- Josh Gad - Pixels e The Wedding Ringer - Un testimone in affitto (The Wedding Ringer)
- Kevin James - Pixels
- Jason Lee - Alvin Superstar - Nessuno ci può fermare (Alvin & The Chipmunks: Road Chip)

### Peggior attrice non protagonista
- Kaley Cuoco - Alvin Superstar - Nessuno ci può fermare (Alvin & The Chipmunks: Road Chip) e The Wedding Ringer - Un testimone in affitto (The Wedding Ringer)
- Rooney Mara - Pan - Viaggio sull'isola che non c'è (Pan)
- Amanda Seyfried - Pan - Viaggio sull'isola che non c'è (Pan) e Natale all'improvviso (Love the Coopers)
- Michelle Monaghan - Pixels
- Julianne Moore - Il settimo figlio (Seventh Son)

### Peggior prequel, remake, rip-off o sequel
- Fantastic 4 - I Fantastici Quattro (Fantastic Four), regia di Josh Trank
- Alvin Superstar - Nessuno ci può fermare (Alvin & The Chipmunks: Road Chip), regia di Walt Becker
- Un tuffo nel passato 2 (Hot Tub Time Machine 2), regia di Steve Pink
- The Human Centipede 3 (Final Sequence), regia di Tom Six
- Il superpoliziotto del supermercato 2 (Paul Blart: Mall Cop 2), regia di Andy Fickman

### Peggior coppia sullo schermo
- Jamie Dornan e Dakota Johnson - Cinquanta sfumature di grigio (Fifty Shades of Grey)
- Tutti i "Fantastici" Quattro - Fantastic 4 - I Fantastici Quattro (Fantastic Four)
- Johnny Depp ed i suoi baffi appiccicati con la colla - Mortdecai
- Kevin James e la sua Segway (o i suoi baffi appiccicati con la colla) - Il superpoliziotto del supermercato 2 (Paul Blart: Mall Cop 2)
- Adam Sandler ed ogni paio di scarpe da lui indossate - Mr Cobbler e la bottega magica (The Cobbler)

### Peggior regista
- Josh Trank - Fantastic 4 - I Fantastici Quattro (Fantastic Four)
- Andy Fickman - Il superpoliziotto del supermercato 2 (Paul Blart: Mall Cop 2)
- Tom Six - The Human Centipede 3 (Final Sequence)
- Sam Taylor-Johnson - Cinquanta sfumature di grigio (Fifty Shades of Grey)
- Andy e Lana Wachowski - Jupiter - Il destino dell'universo (Jupiter Ascending)

### Peggior sceneggiatura
- Cinquanta sfumature di grigio (Fifty Shades of Grey) - sceneggiatura di Kelly Marcel, basata sull'omonimo romanzo di E. L. James
- Fantastic 4 - I Fantastici Quattro (Fantastic Four) - sceneggiatura di Simon Kinberg, Jeremy Slater e Josh Trank, basato sui fumetti Marvel di Stan Lee e Jack Kirby
- Jupiter - Il destino dell'universo (Jupiter Ascending) - sceneggiatura di Andy e Lana Wachowski
- Il superpoliziotto del supermercato 2 (Paul Blart Mall Cop 2) - sceneggiatura di Kevin James e Nick Bakay
- Pixels - sceneggiatura di Tim Herlihy e Timothy Dowling, basato su un soggetto di Tim Herlihy e sull'omonimo cortometraggio di Patrick Jean

### Razzie Redeemer Award
- Sylvester Stallone, per tutti i premi che sta vincendo grazie alla performance nel film Creed - Nato per combattere
- Elizabeth Banks, vincitrice di un Razzie per Comic Movie - "per i tanti successi commerciali e di critica avuti quest'anno"
- M. Night Shyamalan, "perenne candidato e vincitore di Razzie" - "per aver diretto The Visit"
- Will Smith, protagonista di After Earth - "per aver recitato in Zona d'ombra"

### Barry L. Bumsted Award
- La grande passione (United Passions) per il peggior rapporto budget / incasso

## Statistiche vittorie/candidature
Premi vinti/candidature:
- 5/6 - Cinquanta sfumature di grigio (Fifty Shades of Grey)
- 3/5 - Fantastic 4 - I Fantastici Quattro (Fantastic Four)
- 1/6 - Jupiter - Il destino dell'universo (Jupiter Ascending)
- 1/3 - Alvin Superstar - Nessuno ci può fermare (Alvin & The Chipmunks: Road Chip)
- 1/2 - The Wedding Ringer - Un testimone in affitto (The Wedding Ringer)
- 1/1 - La grande passione (United Passions)
- 0/6 - Pixels
- 0/6 - Il superpoliziotto del supermercato 2 (Paul Blart: Mall Cop 2)
- 0/3 - Mortdecai
- 0/2 - Pan - Viaggio sull'isola che non c'è (Pan)
- 0/2 - Mr Cobbler e la bottega magica (The Cobbler)
- 0/2 - Un tuffo nel passato 2 (Hot Tub Time Machine 2)
- 0/2 - The Human Centipede 3 (Final Sequence)
- 0/1 - Home Sweet Hell
- 0/1 - Il ragazzo della porta accanto (The Boy Next Door)
- 0/1 - Come ti rovino le vacanze (Vacation)
- 0/1 - Natale all'improvviso (Love the Coopers)
- 0/1 - Il settimo figlio (Seventh Son)